# Trebgast
Trebgast er en kommune i Landkreis Kulmbach, Regierungsbezirk Oberfranken i den tyske delstat Bayern. Den er en del af Verwaltungsgemeinschaft Trebgast.

## Geografi
Kommunen består ud over Trebgast af landsbyerne:
- Feuln
- Lindau
- Waizendorf